# کامیشلیتاماک
کامیشلیتاماک (به لاتین: Kamyshlytamak) یک منطقهٔ مسکونی در روسیه است که در باشقیرستان واقع شده‌است.